# Pulau Bengkalis
Pulau Bengkalis är en ö i Indonesien.   Den ligger i provinsen Kepulauan Riau, i den västra delen av landet, 1 000 km nordväst om huvudstaden Jakarta. Arean är 914 kvadratkilometer.
Terrängen på Pulau Bengkalis är mycket platt. Öns högsta punkt är 39 meter över havet. Den sträcker sig 39,8 kilometer i nord-sydlig riktning, och 56,7 kilometer i öst-västlig riktning.